# Vinaře

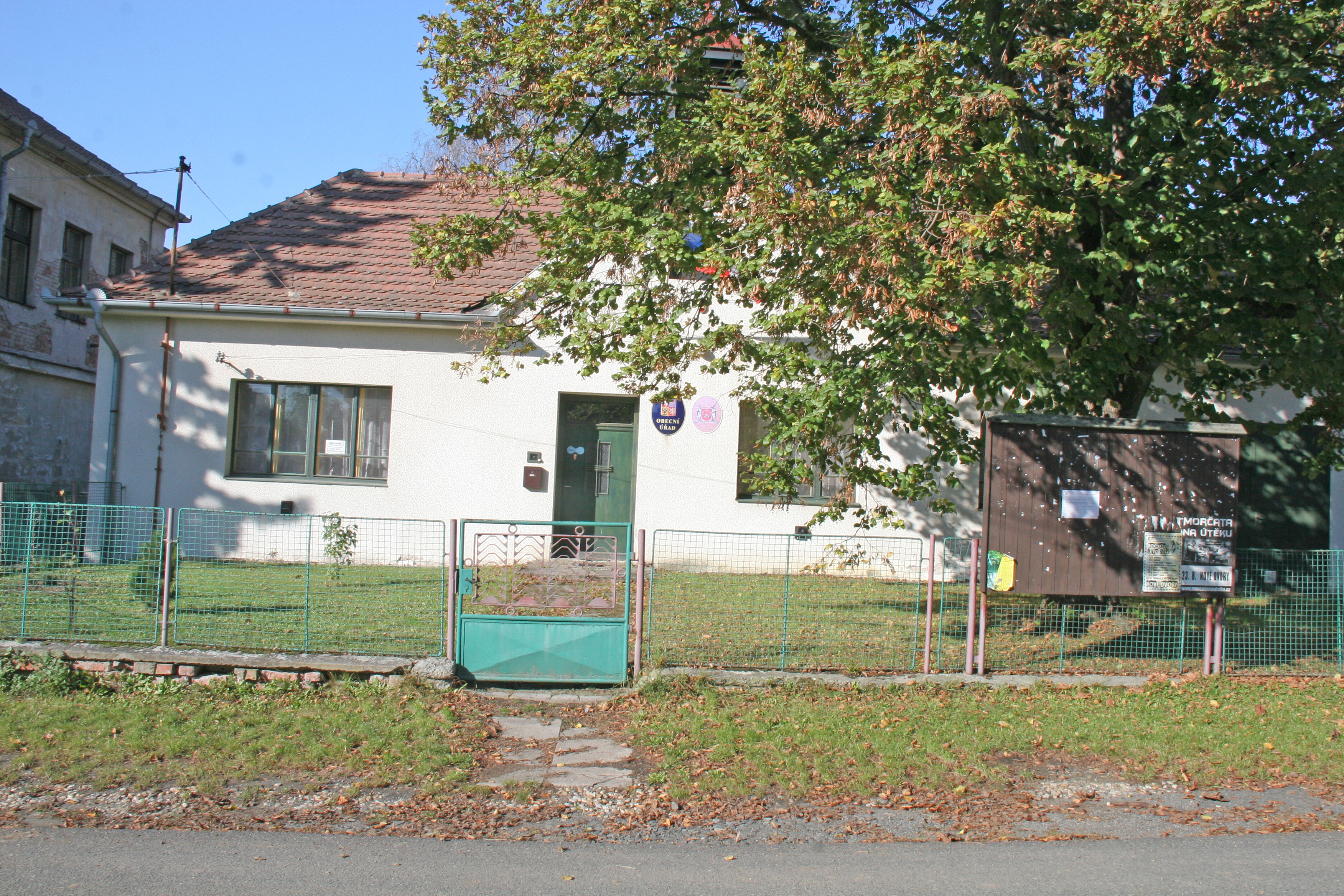
Gemeindeamt

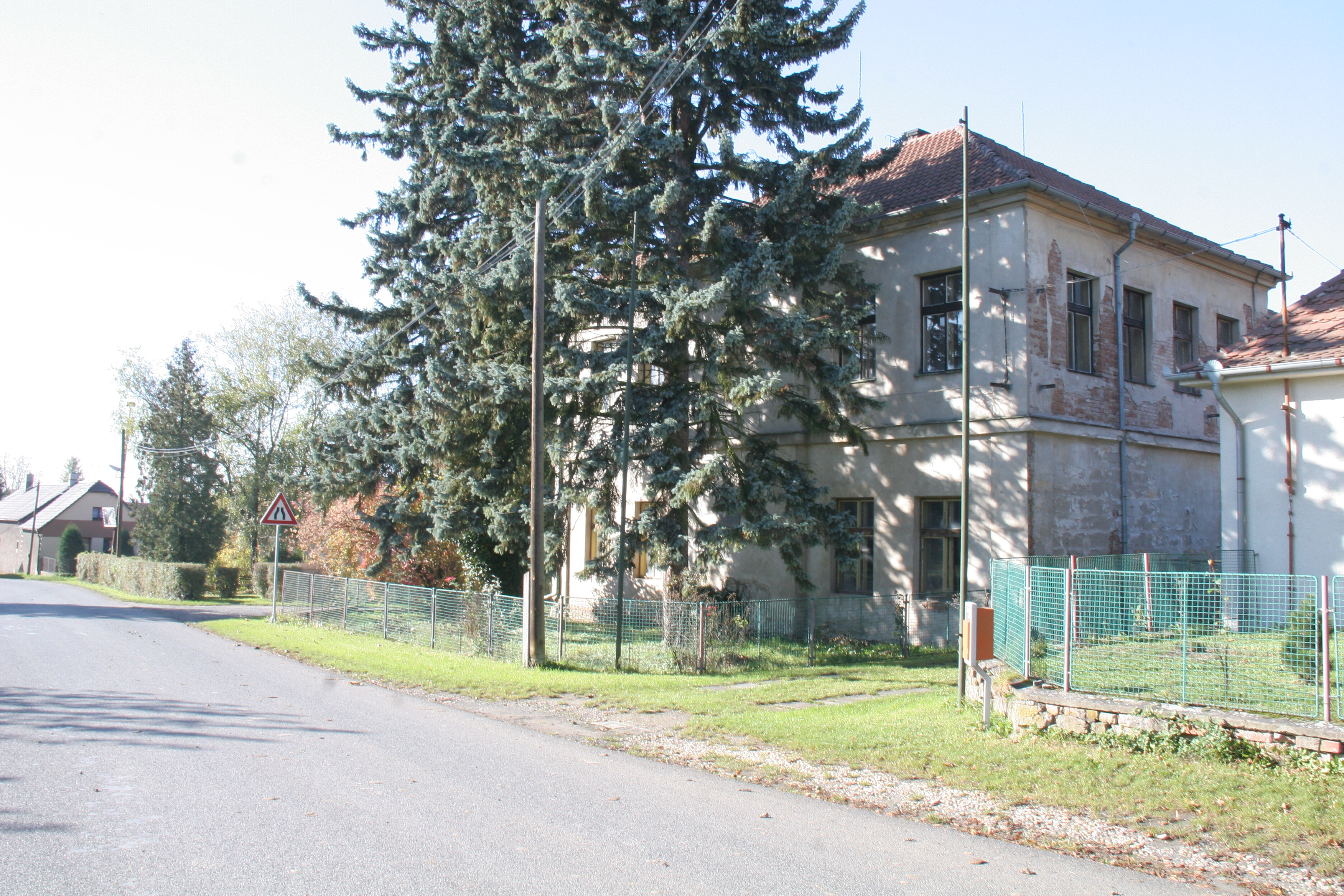
Ehemalige Schule

Vinaře (deutsch Winarsch) ist eine Gemeinde im Okres Kutná Hora in Tschechien. Sie liegt acht Kilometer östlich von Čáslav.

## Geographie
Vinaře befindet sich in der Čáslavská kotlina (Czaslauer Becken). Das Dorf liegt am südlichen Fuße des Plänerplateaus Nad Hájem (Weinberg) in der Flussebene der Doubrava. Östlich erhebt sich die Bílá hora.
Nachbarorte sind Starkoč und Lovčice im Norden, Podhořany u Ronova, Bílý Kámen und Lipovec im Nordosten, Chybka, Tuchov und Bousov im Osten, Ronov nad Doubravou im Südosten, Biskupice im Süden, Žleby, Buda, Ksiny, Markovice und Šmolcov im Südwesten, Bažantnice und Koudelov im Westen sowie Vrdy, Vrdský Mlýn und Vinice im Nordwesten.

## Geschichte
Die erste schriftliche Erwähnung von Vinaře erfolgte 1192 in einer Urkunde Herzog Wenzels II. über die Schenkung der einen Hälfte des Dorfes durch Jan von Vinaře an den Deutschen Orden. Nach dem Tode der Ehefrau des Stifters fiel 1242 auch die andere Hälfte des Dorfes dem Orden zu, der 1256 in Vinaře eine Kommende errichtete. Diese wurde 1272 aufgehoben und an die Kommende Drobovice angeschlossen. Letztere wurde 1411 durch König Wenzel IV. eingezogen. Nach 1420 wurde Vinaře der Lichtenburg untertänig. 1490 erwarben die Herren Trčka von Lípa die Herrschaft Lichtenburg. Im Jahre 1555 wurde Vinaře zusammen mit Vlačice von der Herrschaft Lichtenburg abgetrennt. 1569 veräußerten die Trčka von Lípa das Gut Vlačice an Wenzel Chotouchovský von Nebovidy. Dessen Erben veräußerten das Gut 1579, dabei wurde Vinaře wieder von Vlačice abgetrennt und an die Herrschaft Žleb verkauft. Während des Dreißigjährigen Krieges kam der für den Ort namensgebende Weinbau völlig zum Erliegen.
Im Jahre 1840 bestand das Rustikaldorf Winař aus 73 Häusern, in denen 542 Personen, darunter eine jüdische Familie, lebten. Im Ort gab es ein dominikales Wirtshaus. Abseits lagen der obrigkeitliche Fasangarten mit einem Jägerhaus, das Winařer Forstrevier bewirtschaftete eine Waldfläche von 21 Joch 1563 Quadratklafter. Nach Winař konskribiert war auch die aus 18 Häusern bestehende Ansiedlung Winice. Pfarrort war Žleb.
Nach der Aufhebung der Patrimonialherrschaften bildete Vinaře mit der Ansiedlung Vinice eine Gemeinde im Gerichtsbezirk Časlau. Ab 1868 gehörte der Ort zum Bezirk Časlau. 1871 wurde in Vinaře eine einklassige Dorfschule eröffnet, zuvor wurden die Kinder in Žleby und Vrdy unterrichtet. 1874 wurde ein neues Schulhaus eingeweiht, das 1892 für den dreiklassigen Unterricht aufgestockt wurde. Im Jahre 1932 lebten in Vinaře und Vinice 903 Personen. Der in der zweiten Hälfte des 19. Jahrhunderts wieder aufgenommene Weinbau erlosch 1936, als der letzte Winzer seinen Betrieb aufgab. 1953 wurde auf einer Fläche von 11 ha wieder Weinstöcke angepflanzt. Im Zuge der Gebietsreform von 1960 wurde der Okres Čáslav aufgehoben; Vinaře wurde dem Okres Kutná Hora zugeordnet. Die Schule wurde 1976 geschlossen.

## Gemeindegliederung
Die Gemeinde Vinaře besteht aus den Ortsteilen Vinaře (Winarsch) und Vinice (Winitz).
Das Gemeindegebiet bildet den Katastralbezirk Vinaře.

## Söhne und Töchter der Gemeinde
- Franz de Paula Maly (1823–1891), österreichischer Gärtner und Botaniker

## Sehenswürdigkeiten
- Wegkreuz